# 文化鍋
文化鍋（ぶんかなべ）とは、炊飯用の鍋。文化釜（ぶんかがま）とも呼ばれる。
アルミニウム合金を鋳造して造られる深鍋で、蓋が鍋の縁より2～3cm低い位置に収まる様に段が設けられているのが特徴。
鋳物ならではの肉厚さが熱源のムラを均一化し、富士山の裾野状の重い蓋と、吹き出した煮汁のシール効果（コメのデンプンによる）が内圧を上げ、羽釜のようなふっくらとした飯を炊くことが出来る。
炊飯以外にも普通の鍋としても使え、煮物などに向いている。

## 概要
戦時中の国策統合会社である関東軽金属器物鋳造株式会社で考案され、1945年（昭和20年）に実用新案特許を取得し（会社も文化軽金属鋳造株式会社と改称した）、1950年（昭和25年）に発売された。
『文化』の語については、高度経済成長期にかけて、新機軸を期する商品に『文化』を冠することが流行っていた事が背景とみられる。同時期の例として文化住宅、文化包丁、文化干しなどが挙げられる。
従来のかまどと釜による炊飯に比べ、ガスレンジと文化鍋による炊飯ははるかに手軽で画期的だった。一般家庭の熱源として薪や炭からガスに移行してゆく時流にうまく乗り、ガスレンジと共に普及した。
1970年（昭和45年）頃までは台所の必需品で、主婦にとって料理上手とみなされる条件でもあり、昭和期の小学校では、家庭科の調理実習で用いられていた。
その後の電気炊飯器の普及により利用者は激減したが、炊飯器より安価、停電でも炊飯できる、短時間(10分程度)で炊飯可能、普通の鍋としても使えるなど、利点も多く現在でも根強い需要がある。

### 使用法
基本的な使用法を示す。
実際は米の水分や、炊く量と鍋の大きさなどで裁量の余地があり、失敗すると芯があったり生煮えになってしまう。
また火加減によってはお焦げができるが、それを越えて焦げついた場合は、水を入れてふやかしてからたわしで落とすなどの手入れが必要。
1. 鍋の中で米を研ぐ（縁の段は、研ぎ汁を流すときに、こぼれた米粒を留める効果もある）
2. 鍋に水を張る（鍋の内側に合目盛りが付いていることが多い。水加減は新米で1.1～古米1.2倍。）
3. 30分から1時間ほど浸漬する（前日の就寝前、ここまで準備しておく事が多かった）
4. ガスレンジの強火で加熱し、沸騰したら中火にする（沸騰すると蓋が激しく音を立てて知らせるのも利点だった）
5. 5分程で火を弱め、とろ火でさらに5分程加熱する
6. 強火にしてみて、ぶつぶつ音がしたら炊き上がり。火を消し、15分ほど蒸らす

## 参照
1. ↑  会社概要 文化軽金属鋳造株式会社

- 荻野, 文彦 (2005). 食の器の事典. 柴田書店. ISBN 4-388-35317-5[要ページ番号]